# ميلينا ماثيوز
ميلينا ماثيوز (بالإسبانية: Melina Matthews) هي ممثلة ومقدمة برامج إسبانية، ولدت في نوفمبر عام 1980 في برشلونة في إسبانيا.

## روابط خارجية
- Melina Matthews على موقع IMDb (الإنجليزية)
- Melina Matthews على موقع قاعدة بيانات الفيلم (الإنجليزية)

لا توجد روابط لمواقع التواصل الاجتماعي.